# Cricket West Indies
Cricket West Indies (CWI) ist der nationale Dachverband für Cricket in den unabhängigen Staaten Antigua und Barbuda, Barbados, Dominica, Grenada, Guyana, Jamaika, St. Kitts und Nevis, St. Lucia, St. Vincent und die Grenadinen, Trinidad und Tobago sowie in den abhängigen Gebieten Amerikanische Jungferninseln, Anguilla, Britische Jungferninseln, Montserrat und Sint Maarten. Der im Jahr 1920 gegründete Verband hat seinen Sitz in Saint John’s. Seit 1926 vertritt er die West Indies beim Weltverband International Cricket Council (ICC) als Vollmitglied und beim Kontinentalverband ICC Americas.

## Geschichte

Flagge der West Indies, wie sie bis 1999 Verwendung fand

Flagge des West Indies Cricket Board

Die Gründung des Verbandes West Indies Cricket Board of Control (WICBC) erfolgte im Jahr 1920. Am 31. Mai 1926 wurde der westindische Verband, zusammen mit seinen indischen und neuseeländischen Äquivalenten, Vollmitglied der Imperial Cricket Conference (heute International Cricket Council, ICC), die zuvor nur aus dem Marylebone Cricket Club (MCC) und Vertretern aus Australien sowie Südafrika bestanden hatte. 1996 benannte er sich in West Indies Cricket Board (WICB) um und seit 2015 lautet der Name Cricket West Indies.
2005 brach ein großer Konflikt zwischen der West Indian Players Association (WIPA) und dem Cricket Board aus. Der Streitpunkt war Klausel 5 des Tourvertrages, der dem Cricket Board „das ausschließliche und exklusive Recht, Vorkehrungen für Sponsoring, Werbung, Lizenzierung, Waren- und Verkaufsförderungsaktivitäten in Bezug zum WICB oder ein WICB-Team zu treffen“ zusprach. Der Telekommunikationsanbieter Digicel war der damalige Sponsor der westindischen Mannschaft, während die meisten Spieler Verträge mit Cable & Wireless unterzeichnet hatten. Dieser Konflikt, zusammen mit einem Disput über Vergütungen, führte dazu, dass die West Indies eine Mannschaft ohne Brian Lara und einige andere Spieler für den Besuch der Südafrikaner 2004/05 mit Shivnarine Chanderpaul als Kapitän nominierten. Einige der betroffenen Spieler sollten später doch noch während der Tour spielen. Der Konflikt war jedoch noch nicht gelöst und führte zu einer Zusammenstellung einer zweiten Mannschaft für die Tour nach Sri Lanka 2005. Eine Übereinkunft wurde erst im November 2005 erzielt, und für die Australientour 2005/06 konnte wieder eine Mannschaft in voller Stärke nominiert werden. Mitten in diesen Konflikten waren die West Indies Gastgeber der Weltmeisterschaft 2007, der ersten auf dem amerikanischen Doppelkontinent.
2009 brach ein neuer Konflikt aus, als mehrere erfahrenere Spieler beschlossen, bei Fragen rund um Bezahlung und Verträgen nicht mit dem Verband zusammenzuarbeiten. Der WICB stellte daraufhin eine zweite Mannschaft für die Testserie gegen Bangladesch und die ICC Champions Trophy 2009 zusammen. 2012 beschlossen der ICC und die FICA (Federation of International Cricketers’ Associations), in dem jahrelangen Konflikt zwischen WICB und WIPA zu vermitteln. 2014 führte ein neuer Disput zwischen dem WICR und der WIPA zur Kürzung der Indientour der West Indies 2014/15. Der Streitpunkt war eine langwierige Zahlungsstruktur zwischen den Spielern, dem Verband WICB und der Spielervereinigung WIPA. 2015 stellten sich mehrere Spieler für Touren nicht zur Verfügung, und nachdem Jason Holder Kapitän wurde, stießen sie auf großes Misstrauen zwischen erfahrenen Bowlern und Holder sowie der Verwaltung und den Selektoren. Als Folge all der Konflikte verloren die West Indies zwischen 1995 und 2015 21 Tests mit einem Innings; im Vergleich verloren die West Indies zwischen 1966 und 1995 nicht mehr als vier Spiele mit einem Innings.

## Aufgabe

Karte der Mitglieder des Verbandes Cricket West Indies: Full Members sind fett, Sub Members in Normalschrift und Affiliates kursiv dargestellt

Cricket West Indies stellt die West Indies vertretenen Cricket-Nationalmannschaften, einschließlich der für die Männer, Frauen und Jugend, zusammen. Der Verband ist außerdem verantwortlich für die Durchführung von Test-, ODI- und T20I-Serien gegen andere Nationalmannschaften sowie die Organisation von Heimspielen und -turnieren. Neben der Aufstellung des Teams ist er verantwortlich für den Kartenverkauf, der Gewinnung von Sponsoren und der Vermarktung der Medienrechte.
Daneben organisiert der Verband das Kinder- und Jugend-Cricket in den West Indies. Wie andere Cricketnationen verfügen die West Indies über U-19-Nationalmannschaften für Jungen und Mädchen, die an den entsprechenden Weltmeisterschaften (Jungen und Mädchen) teilnehmen. Die zweite Nationalmannschaft der West Indies bildet West Indies A, deren Spiele über First-Class- bzw. List-A-Status verfügen.
Der Verband organisiert auch den nationalen Spielbetrieb. So betreibt er mit der Caribbean Premier League eine kommerzielle Franchise-Liga. Darüber hinaus organisiert er die traditionsreiche Regional Four Day Competition und einen One-Day Cup.
Cricket West Indies richtet auch regelmäßig internationale Turniere aus. So waren sie bereits Gastgeber des Cricket World Cup 2007 und der World Twenty20 2010 bei den Männern sowie der World Twenty20 2010 und der World Twenty20 2018 bei den Frauen. Die West Indies waren zusammen mit den Vereinigten Staaten auch Gastgeber des Men’s T20 World Cup 2024.